# アザトカワイイ
「アザトカワイイ」は、日本の女性アイドルグループ日向坂46の楽曲。2020年9月23日に発売された初アルバム『ひなたざか』に、アルバムを代表する曲すなわちリード曲として収録された。作詞は秋元康。作曲は浦島健太・NIYA・TETTAの共作で、TETTAが編曲した。楽曲のセンターポジションは佐々木美玲が務めた。2020年12月31日に放送された『第71回NHK紅白歌合戦』の歌唱曲となり、この曲で2年連続2回目の紅白出場を果たした。

## 背景とリリース
一期生の佐々木美玲は、けやき坂46名義でリリースされた前作のアルバム『走り出す瞬間』に続き2作連続でリード曲のセンターポジションを務めることとなった。なお、佐々木美玲が日向坂46としてのセンターポジションを務めるのは初めてで、グループでの発売楽曲としては小坂菜緒に続いて、グループ史上2人目のセンターポジション経験者となった。
2020年5月に活動再開した一期生の影山優佳と2020年2月にグループに加入した新三期生の髙橋未来虹、森本茉莉、山口陽世を加えた当時の22人体制初の作品となった。

## 批評
「アザトカワイイ」のミュージック・ビデオが、アルバム『ひなたざか』の発売に先行して、2020年8月20日に日向坂46のオフィシャルYouTubeチャンネルで無料公開されると、「ますますパワーアップする日向坂46の勢いを印象付ける作品」と報道された。収録アルバム発売後の10月4日にはミュージック・ビデオの視聴回数が700万回を超え、アルバム『ひなたざか』における「特筆すべき（中略）グループの現在の勢いを象徴するような楽曲」と報道され、楽曲の総合チャートであるBillboard Japan Hot 100の10月5日付週間チャートで「アザトカワイイ」が21位になった。
作家・芸能評論家の宝泉薫は「アザトカワイイ」について、アルバムの収録曲ながらCMに使われ、ヒットしていると指摘し、「あざとかわいい」はまさに今年（2020年）の注目ワードであり、それができる女子がもてはやされる時代が到来したのだ、と語っている。

## チャート成績
発売初日の配信デイリー（単曲）ランキングにおいて、レコチョクとmoraの双方で1位を獲得。
2020年10月5日付のBillboard Japan Hot 100に週間21位で初登場した（3,217ポイント）。2週目は36位（2,414ポイント）となった。3週目は63位、4〜5週目は89位にランクインしている。

## ミュージック・ビデオ

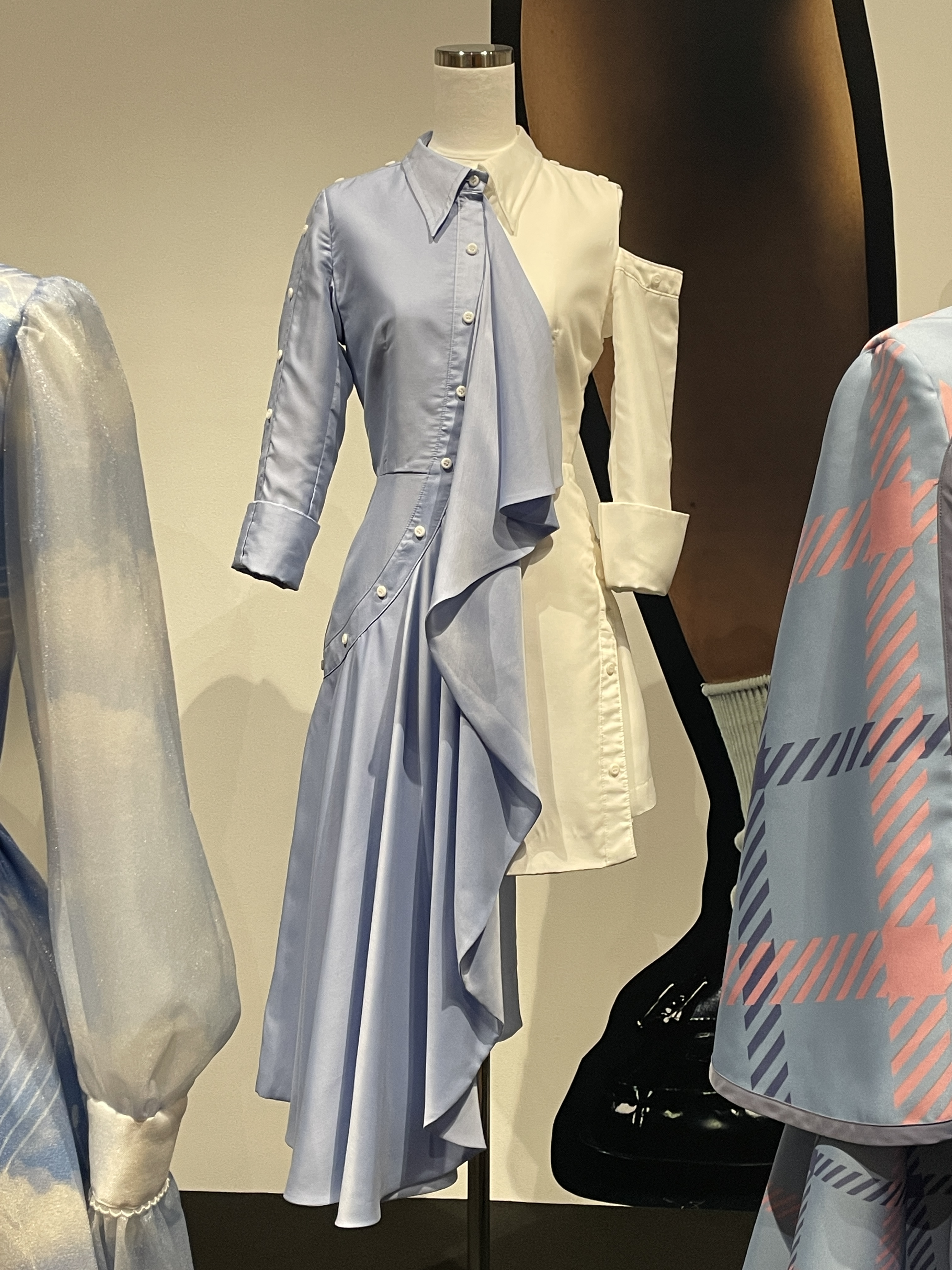
六本木ミュージアムの日向坂46展「WE R!」で展示された『アザトカワイイ』のミュージックビデオでの衣装（2024年5月13日撮影）

「アザトカワイイ」のミュージック・ビデオは、監督に白石剛浩（CONNECTION）が初めて起用され、振り付けはTAKAHIROが担当し、AOI Pro.により制作された。アルバム『ひなたざか』の発売に先行して2020年8月20日に日向坂46のオフィシャルYouTubeチャンネルで公開された。
作品は晴天の砂漠をイメージさせる映像となっている。制服の袖をつかんだり、ハートの半分を表現する「片想いハート」をペアでつなぎ合わせて表現する「両想いハート」などが振り付けの注目点とされ、あざとい仕草がかわいく見える素朴な少女に恋してしまう、少年の気持ちを歌詞で表現している。振り付けの基調は日向坂46にとって今までになく激しく速い動きによるもので、衣装はグループカラーである空色（青）と白の対比的な配色による、日向坂46初の左右非対称のデザインを採用している。
収録アルバム発売後の10月4日にはミュージック・ビデオの視聴回数が700万回を超え、「グループの現在の勢いを象徴するような楽曲」とし、視聴回数が700万回を超えたと報道された。その後2022年2月13日時点で視聴回数が1,900万回を超えている。

### リハーサルダンス動画
「アザトカワイイ」のリハーサルダンス動画「ひなリハ」が2020年9月8日に日向坂46のオフィシャルYouTubeチャンネルで公開され、公開後2日で視聴回数が100万回を超えたと報道された。2020年10月20日にNHK総合テレビの生放送の人気音楽番組『うたコン』に出演して「アザトカワイイ」と「ひらがなけやき」のパフォーマンスを披露した際、「アザトカワイイ」のリハーサルダンス動画の視聴回数が300万回を超えていると紹介された。

## メディアでの使用
アザトカワイイ
ローソン『欅坂46・日向坂46キャンペーン』CMソング。
SPIC Corporation『Lypo-C』WebCMソング。

## 選抜メンバー
- 3列目：影山優佳、高瀬愛奈、山口陽世、高本彩花、佐々木久美、宮田愛萌、森本茉莉、濱岸ひより、髙橋未来虹[25]
- 2列目：富田鈴花、松田好花、河田陽菜、丹生明里、渡邉美穂、上村ひなの、東村芽依、潮紗理菜[25]
- 1列目：齊藤京子、加藤史帆、佐々木美玲（センター）、小坂菜緒、金村美玖[25]